# Henry Briggs
Henry Briggs (eller Briggius), född februari 1561 i Yorkshire, England, död den 26 januari 1630 i Oxford England, var en engelsk matematiker och professor i Oxford.

## Biografi
Briggs föddes i trakten av Halifax och började sin utbildning i ett lokalt läroverk med studier i latin och grekiska. År 1577 kom han till St. Johns College, Cambridge, där han tog sin examen 1581, och blev vald till Fellow of St. John. År 1592 fick han börja föreläsa i fysik och även en del i matematik.
År 1596 utsågs han till förste professor i geometri i det nyligen grundade Gresham College i London. Han föreläste där i nästan 23 år och kom att göra Gresham College till ett centrum för engelsk matematik, varifrån han bland annat kom att stödja de nya idéer som framförts av Johannes Kepler.
Vid denna tid fick Briggs en kopia av Mirfici Logarithmorum Canonis Descriptio, i vilken Napier introducerade idén om logaritmer. Med hjälp av dessa kunde han beräkna andra, för praktiskt behov mera lämpliga, för vilka han valde talet 10 som bas (den briggska logaritmen). Han ägnade sig även åt beräkning av logaritmer och bestämde på mindre än sju år 30 000 sådana med ända upp till 14 decimaler. Briggs framställde även den regel, efter vilken koefficienterna av ett binoms potenser beräknas oberoende av varandra, och anses som skapare av differensräkning och interpolation med differensserier. 
Hans Logarithmorum chilias prima (1618) och Arithmetica logarithmica (1620) innehåller logaritmerna för talen 1 - 20 000 och 90 000 - 100 000 med 14 decimaler. Hans Trigonometria britannica (1633) ger bland annat en tabell över logaritmerna för sinus och tangens genom alla hundradelar av en grad, uträknade med 14 decimaler.

## Bibliografi

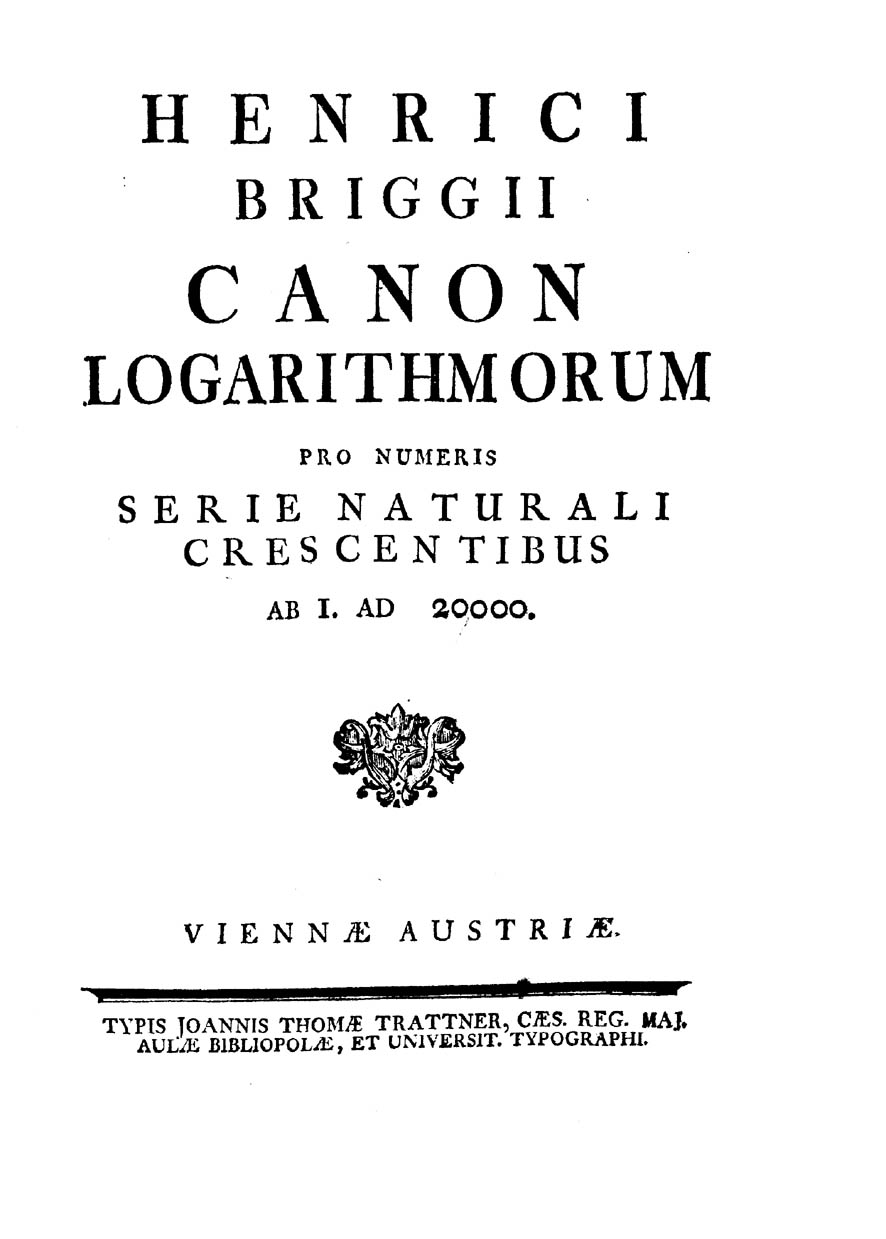
Canon logarithmorum